# Rochedo de Minas
Rochedo de Minas is een gemeente in de Braziliaanse deelstaat Minas Gerais. De gemeente telt 2.137 inwoners (schatting 2009).

## Aangrenzende gemeenten
De gemeente grenst aan Bicas, Maripá en São João Nepomuceno.